# Publio Manlio
Todas las páginas que comienzan por «Publio».
Publio Manlio (en latín, Publius Manlius) fue elegido pretor en el 195 a. C. y le correspondió como provincia la Hispania Citerior, iniciada la revuelta íbera (197-195 a. C.), como ayudante del cónsul Marco Porcio Catón; sucedió en el cargo a Quinto Minucio Termo. Se puso a su disposición una legión. Se dirigió junto con Apio Claudio Nerón a pacificar la Turdetania. Pertenecía a la familia patricia Manlia, se desconoce su cognomen.

### Citas
1. ↑  Tito Livio, Ab Urbe condita libri, 33, 43, 5.
2. ↑  Tito Livio, Ab Urbe condita libri, 33, 43, 7-8.
3. ↑  Tito Livio, Ab Urbe condita libri, 34, 17, 1-4.